# Jan Hanssen
Johannes Jacobus Leonardus (Jan) Hanssen (Eindhoven, 5 december 1927 – aldaar 8 september 2006) was een Nederlands voetballer die als doelman uitkwam voor EVV Eindhoven.

## Loopbaan

### Beginjaren
Hij begon als junior bij buurtvereniging RKVV Madjoe in Stratum. Hij was vijftien toen deze club in 1943 opging in SV Tivoli. Met veel andere leden stapte hij over naar de fusievereniging. Ook de broers Jo en Frans Tebak begonnen als jeugdspeler bij Madjoe. Beiden gingen in 1942 naar EVV Eindhoven.
Hanssen werd in 1945 keeper in het eerste elftal van Tivoli dat uitkwam in de derde klasse. Op 22-jarige leeftijd stapte hij in 1950 over naar EVV Eindhoven. Hij begon in september 1950 in de basis maar moest na zeven duels zijn plek afstaan aan Wim van Gennip.

### Vaste keeper
EVV kreeg in 1951 met de komst van Willy van Gemert van Brabantia een nieuwe doelman. De nieuwkomer speelde in de eerste vijf competitieduels waarna Hanssen vanaf half oktober 1951 de voorkeur kreeg. In het seizoen 1952/53 keepte hij alle wedstrijden. EVV werd kampioen in de Eerste klasse en eindigde in de strijd om de landstitel als tweede achter RCH.
Voor EVV vormde 1953/54 het hoogtepunt uit de clubhistorie. Met Hanssen in het doel werd de club opnieuw kampioen in de Eerste klasse. Al moest de doelman in december 1953 vier duels missen vanwege een gebroken duim. In de kampioencompetitie toonde EVV zich het sterkste en greep de landstitel.

### Handblessure
Door een handblessure miste hij een groot deel van het seizoen 1954/55. Hij verdedigde een jaar later weer het Eindhovense doel. De club plaatste zich voor de nieuwe Eredivisie. Hanssen kwam in 1956/57 tot elf optredens in de Eredivisie. Hij had zijn plek afgestaan aan de jonge doelman Willy Heijink.
EVV degradeerde direct weer uit de Eredivisie. Hanssen kwam in de Eerste divisie nog drie keer in actie. Hij raakte tegen Limburgia op 29 september 1957 geblesseerd toen hij in botsing kwam met de doelpaal en van het veld moest worden gedragen.
Hij keepte op 30 april 1958, uit tegen KFC (2-1), zijn laatste duel voor EVV. Hij keerde in 1959 als 31-jarige terug naar zijn oude vereniging Tivoli waar hij nog enkele jaren onder de lat zou staan. Hij was in 1972 nog voor een korte periode trainer van Tivoli.
Hanssen was werkzaam bij DAF en overleed in 2006 op 78-jarige leeftijd. Hij werd begraven op de gemeentelijke begraafplaats Roostenhof in Eindhoven.

## Clubstatistieken
| Seizoen         | Club            | Land            | Competitie                   | Competitie | Competitie | Beker | Beker | Internationaal | Internationaal | Ned.kamp. | Ned.kamp. | Totaal | Totaal |
| Seizoen         | Club            | Land            | Competitie                   | Wed.       | Dlp.       | Wed.  | Dlp.  | Wed.           | Dlp.           | Wed.      | Dlp.      | Wed.   | Dlp.   |
| --------------- | --------------- | --------------- | ---------------------------- | ---------- | ---------- | ----- | ----- | -------------- | -------------- | --------- | --------- | ------ | ------ |
| 1950/51         | EVV Eindhoven   | Nederland       | Eerste klasse E              | 8          | 0          | –     | 0     | 0              | 0              | 0         | 0         | 8      | 0      |
| 1951/52         | EVV Eindhoven   | Nederland       | Eerste klasse C              | 21         | 0          | –     | 0     | 0              | 0              | 0         | 0         | 21     | 0      |
| 1952/53         | EVV Eindhoven   | Nederland       | Eerste klasse D              | 25         | 0          | –     | 0     | 0              | 0              | 8         | 0         | 33     | 0      |
| 1953/54         | EVV Eindhoven   | Nederland       | Eerste klasse D              | 22         | 0          | –     | 0     | 0              | 0              | 6         | 0         | 28     | 0      |
| 1954/55         | EVV Eindhoven   | Nederland       | Eerste klasse D (afgebroken) | 7          | 0          | –     | –     | 0              | 0              | 0         | 0         | 7      | 0      |
| 1954/55         | EVV Eindhoven   | Nederland       | Eerste klasse D              | 2          | 0          | –     | –     | 0              | 0              | 0         | 0         | 2      | 0      |
| 1955/56         | EVV Eindhoven   | Nederland       | Hoofdklasse A                | 32         | 0          | –     | –     | 0              | 0              | 0         | 0         | 32     | 0      |
| 1956/57         | EVV Eindhoven   | Nederland       | Eredivisie                   | 11         | 0          | –     | 0     | 0              | 0              | 0         | 0         | 11     | 0      |
| 1957/58         | EVV Eindhoven   | Nederland       | Eerste divisie B             | 3          | 0          | –     | 0     | 0              | 0              | 0         | 0         | 3      | 0      |
| 1958/59         | EVV Eindhoven   | Nederland       | Eerste divisie A             | 0          | 0          | –     | 0     | 0              | 0              | 0         | 0         | 0      | 0      |
| Carrière totaal | Carrière totaal | Carrière totaal | Carrière totaal              | 131        | 0          | –     | 0     | –              | –              | 14        | 0         | 145    | 0      |